# Alexandra Ledermann 4 : Aventures au haras
Alexandra Ledermann 4 : Aventures au haras, ou simplement Alexandra Ledermann 4 est un jeu vidéo d'équitation développé par Lexis Numérique, édité par Ubisoft, et publié en novembre 2003. Il appartient à la série série Alexandra Ledermann.

## Accueil
- Jeuxvideo.com : 9/20[1]
- Gamekult : 3/10[2]